# 野田村 (愛知県碧海郡)
野田村（のだむら）は、かつて愛知県碧海郡にあった村である。
現在の刈谷市の一部（野田町・板倉町・東刈谷町・末広町・松栄町）と安城市の一部（二本木町）に相当する。

## 地理
西は碧海郡半城土村（後に半高村、現・刈谷市）、北は中村（後に長崎村、現・知立市）や谷田村（後に長崎村、現・知立市）、東は篠目村（後に長崎村、現・安城市）や安城村（後に安城町、現・安城市）、南は高棚村（後に依佐美村、現・安城市）と接していた。
現在の刈谷市の東部、安城市の西部に位置する。

## 歴史
野田村内には二本木遺跡があり、碧海台地最古の遺物である有茎尖頭器が採集されている。縄文時代晩期の貝塚である野田貝塚も発見されている。台地上には郷社の野田八幡宮が鎮座しており、野田八幡宮の西側には規模の大きな大徳寺があったという。
天正18年（1590年）には野田城が廃城となり、信州街道を北側に移した。慶長年間（1596年-1615年）には半城土村を分村した。近世には池鯉鮒宿の助郷村だったが、寛延年間から天明年間（1748年-1789年）にかけて負担の増加に苦しんだ。江戸時代初期は刈谷藩領だったが、元禄15年（1702年）には幕府領となった。宝永7年（1710年）には刈谷藩領に戻り、寛政4年（1792年）には陸奥福島藩領となり、1869年（明治2年）には重原藩領となった。
廃藩置県にともなって10戸の重原藩士が二本木に茶園を開墾したが成功しなかった。1876年（明治9年）の戸数は353、人口は1,410。1888年（明治21年）には官営鉄道（のちの東海道本線）が開通し、線路が野田村内を横断した。1891年（明治24年）の戸数は287、人口は1,382。1880年（明治13年）には明治用水西井筋が通水し、水田面積が増加した。

### 年表
- 1889年（明治22年） - 町村制施行により野田村が発足。大字は編成していない[2]。
- 1906年（明治39年）5月1日 - 小垣江村、半高村、高棚村、榎前村の一部[3]と合併し、依佐美村が発足。野田村は廃止。
- 1955年（昭和30年）4月1日 - 依佐美村が分割され、安城市と刈谷市に編入される。旧・野田村の地域は刈谷市に編入される。

## 名所・旧跡
- 野田八幡宮 - 郷社。白鳳5年（7世紀）創建と伝わる[2]。洪積台地上に位置し、うっそうとした鎮守の森がある[1]。「野田雨乞笠踊り」は刈谷市指定無形民俗文化財。刈谷藩初代藩主の水野勝成が奉納した総髪の兜を社宝とする[1]。
- 昌福寺 - 浄土宗の寺院。洪積台地の北端に位置する[1]。応永15年（1408年）の創建[1]。もとは真宗高田派の永専坊という寺院だったが、浄土宗鎮西派に改宗して昌福寺に改称した[1]。かつては名古屋の建中寺の末寺だった[1]。加藤与五郎の墓がある。
- 教栄寺 - 真宗大谷派の寺院。洪積台地の南端に位置する[1]。弘長3年（1263年）の創建と伝わり、もとは天台宗の寺院だった[1]。もとは野田八幡宮の西隣にあったが、天文の兵火で焼失し、やがて現在地に移転した[1]。承応元年（1652年）に真宗高田派に改宗し、寛文5年（1665年）に真宗大谷派に改宗した[1]。
- 野田史料館 - 野田八幡宮の境内に1981年（昭和56年）に開館した[4]。江戸時代から明治時代にかけての、野田村に伝わる古文書・刀剣類・甲冑類・棟札などを保管している[4]。
- 加藤与五郎生家跡 - 「フェライトの父」と呼ばれる理学博士の加藤与五郎の生家跡。存命中の1966年（昭和41年）には顕彰碑が建立されている[5]。現在は広場として整備されている。
- 依佐美第三尋常小学校跡地 - 刈谷市南部生涯学習センターたんぽぽ前。1873年（明治6年）に中村学校として開校し、野田学校、半城土尋常小学校、野田尋常小学校、依佐美第三尋常小学校、野田国民学校、野田小学校と改称。半高小学校と合併して刈谷市立双葉小学校が開校する1958年（昭和33年）まで存続した[4]。

## 出身人物
- 加藤与五郎 - 化学者・工学者。